# 有田清幸
有田 清幸（ありた きよゆき、5月18日 - ）は、日本のドラマー。CILVIANのメンバーであり、ドラム担当。静岡県出身。血液型B型。身長173cm。東京スクールオブミュージック専門学校渋谷卒業。

## 来歴・人物
CIVILIANのメンバーではコヤマヒデカズ、純市の一学年後輩である。音楽を始めた当初はギターをやっていたが、一緒に始めた友人のほうが上達が早かった為、ドラムに転向した。一時期、ドラムを辞めて、自身で作詞作曲をし、弾き語りをやっていたこともある。コヤマとは、お互いが前に在籍していたバンドで対バンし、その後も、何度かライブを観に来たが、特に親しくはなかった。ドラマーを探していたコヤマは、友人に薦められ、その友人から連絡先を聞き出し、有田をバンドに誘い、加入に至った。
アルコールは飲めない体質だが、飲み会が好きで、メンバーの中では最も社交的である。
他のアーティストのサポートドラマーとしても活動している。
SNS投稿時の誤字、脱字が多く、本人もネタにしている。
篠原ともえのファンで、シングル「顔」のMVへの出演を直々にオファーした。

## 使用機材
- ドラムセット：dwコレクターシリーズ。